# Rudy Van Gelder
Pour les articles homonymes, voir Van Gelder.
Rudolph Van Gelder, dit Rudy Van Gelder, né le 2 novembre 1924 à Jersey City (New Jersey) et mort le 25 août 2016, est un ingénieur du son américain spécialisé dans le jazz. Il est considéré comme l'un des plus grands ingénieurs du son de l'histoire de la musique et fait figure de légende des enregistrements de jazz. Il a enregistré les plus grands noms du jazz tels que Miles Davis, Cal Tjader, Thelonious Monk, Sonny Rollins, Joe Henderson, Grant Green, Wayne Shorter, Horace Silver, Art Blakey, Herbie Hancock, Antônio Carlos Jobim, George Benson ou John Coltrane.

## Biographie
Depuis ses débuts professionnels dans les années 1950, Rudy Van Gelder a enregistré, mixé et mastérisé plus de 2 100 albums, selon All Music Guide to Jazz dont 67 réalisations en collaboration avec John Coltrane. Il travaille avec Blue Note dès 1952, et par la suite pour de grands labels dont Prestige Records, Savoy Records, Verve, Impulse!, et surtout CTI Records pour qui il a réalisé pratiquement tous les enregistrements.
Rudy Van Gelder a créé le Van Gelder Recording Studio à Englewood Cliffs (New Jersey, USA) en 1959 qui se consacra surtout à la production de disques jazz.

## Le « son » de Van Gelder
Van Gelder était discret sur ses méthodes d'enregistrement, laissant les fans et les critiques spéculer sur ses techniques. Il allait jusqu'à déplacer les microphones lorsque des groupes étaient photographiés en studio. Ses techniques d'enregistrement sont souvent admirées par ses fans pour leur transparence, leur chaleur et leur présence. Richard Cook a qualifié la méthode caractéristique de Van Gelder d'enregistrement et de mixage du piano d'« aussi importante que le jeu des pianistes ». Le président et producteur de Blue Note, Alfred Lion, critiquait Van Gelder pour ce qu'il estimait être un abus de réverbération. Il définissait en plaisantant ce trait de caractère comme « la spécialité de Rudy ». Malgré sa notoriété dans les enregistrements de jazz, certains artistes évitaient le studio de Van Gelder. Le bassiste et compositeur Charles Mingus refusait d’enregistrer avec lui. Lors d'un blindfold test en 1960, Mingus déclara à Leonard Feather que Van Gelder « essayait de changer la tonalité des artistes. Je l'ai vu faire, je l'ai vu faire, je l'ai vu enregistrer Thad Jones, et à la façon qu'il a de le placer au micro, il peut changer tout le son. C'est pourquoi je ne vais jamais chez lui ; il a gâché le son de ma basse »,.

## Discographie
Sont recensés ici quelques albums de musique pour lesquels Rudy Van Gelder est crédité comme ingénieur du son :
- 1952 : Marian McPartland : Lullaby of Birdland (Savoy Records- MG 12005). Il est crédité au dessus du liner-note[6]
- 1956 : Jutta Hipp :
  - Jutta Hipp at the Hickory House Volume 1 (1956, LP Blue Note 1515)[7],[8],[9],[10],[11]
  - Jutta Hipp at the Hickory House Volume 2 (1956, LP Blue Note 1516)
  - Jutta Hipp with Zoot Sims (Blue Note 93178), remastérisé en 2007 par Rudy Van Gelder lui-même, alors âgé de 83 ans[12] ;
- 1956 : Red Garland : A Garland of Red (Prestige PRLP-7064)
- 1956 : Cecil Payne : Patterns of Jazz (Signal en 1956 puis Savoy en 1957)[13],[14]
- 1956 : Sonny Rollins : Tenor Madness (Prestige)
- 1956 : Lee Konitz : Inside Hi-Fi (Atlantic 1258)[15],[16],[17].
- 1956 : The Randy Weston trio plus Cecil Payne : With These Hands[18],[19]
- 1957 : Red Garland : Red Garland's Piano (Prestige 7086), remastérisé en 2005 par Rudy Van Gelder lui-même, alors âgé de 81 ans[20] ;
- 1957 : John Coltrane : Blue Train (Blue Note Records) ;
- 1958 : John Coltrane : Stardust (Prestige) ;
- 1958 : Gene Ammons : Blue Gene (Prestige)[21] ;
- 1960 : Gene Ammons : Boss Tenor (Prestige)[22] ;
- 1960 : Red Garland : Red Alone (Moodsville Records)[23] ;
- 1960 : John Wright : South Side Soul (Prestige Records PR 7190) ;
- 1960 : John Wright : Nice 'n' Tasty  (Prestige Records PR 7197) ;
- 1961 : Jimmy Smith : Home Cookin' (Blue Note Records BLP 4050), regroupant deux sessions d'enregistrement de 1958 et 1959[24] ;
- 1960 : Jimmy Smith : Midnight Special  (Blue Note Records BLP 4078) ;
- 1961 : Donald Byrd : Royal Flush (Blue Note Records BST 84101), remastérisé en 2006 par Rudy Van Gelder lui-même, alors âgé de 82 ans[25] ;
- 1961 : Stanley Turrentine et Grant Green : Up at Minton's volume 1 et volume 2 (Blue Note Records BLP 4069 et BLP 4070) ;
- 1961 : Stanley Turrentine et Grant Green : ZT's Blues (Blue Note Records BST 84424) ;
- 1961 : John Coltrane : Lush Life (Prestige)
- 1961 : John Coltrane : Settin' The Pace (Prestige)
- 1961 : Leo Parker : Rollin' with Leo (Blue Note Records LT 1076)
- 1962 : Ike Quebec : Blue & Sentimental (Blue Note Records BLP 4098)
- 1962 : Ike Quebec : Bossa Nova Soul Samba (Blue Note Records BLP 4114)
- 1963 : Lee Morgan : The Sidewinder (Blue Note Records BST 84157)
- 1963 : Cal Tjader : Soña Libré (Verve Records V6-8531) ;
- 1964 : Herbie Hancock : Empyrean Isles (Blue Note Records) ;
- 1964 : Wayne Shorter : Juju (Blue Note Records)
- 1964 : Eric Dolphy : Out to Lunch! (Blue Note Records)
- 1964 : John Coltrane : Crescent (Impulse!) ;
- 1965 : Bill Evans : Trio '65 (Verve Records V6-8613) ;
- 1965 : Herbie Hancock : Maiden Voyage (Blue Note Records) ;
- 1966 : Wayne Shorter : Adam's Apple (Blue Note Records)
- 1966 : Lee Morgan : Delightfulee Morgan (Blue Note Records BST 84243) ;
- 1967 : Cal Tjader : Along Comes Cal (Verve Records V6-8671) ;
- 1967 : John Coltrane : Interstellar Space (Impulse!).

Voir aussi la liste des
Albums enregistrés au Van Gelder Recording Studio

## Récompenses
- 2009 : National Endowment for the Arts - NEA Jazz Master : nommé et récompensé en qualité de Jazz Master[26] (N.B. : la plus prestigieuse récompense de la nation américaine en matière de jazz).
- 2012 : Grammy Trustees Award (en)
- 2013 : Médaille d'or de l'Audio Engineering Society